# Pneumocita
Gli pneumociti sono le cellule che costituiscono l'epitelio degli alveoli polmonari.
In base alla morfologia cellulare si dividono in pneumociti di tipo I e di tipo II.

## Pneumociti di tipo I
Gli pneumociti di tipo I, definiti anche "piccole cellule alveolari", ricoprono circa il 90% della superficie alveolare totale. Sono cellule piccole, sottili, le quali si sviluppano come un sottile film che ricopre la superficie dell'alveolo. Gli pneumociti di tipo I aderiscono alla superficie dei vasi capillari tramite la membrana basale, permettendo la diffusione e lo scambio dei gas.
Gli pneumociti di tipo I sono cellule che non si possono replicare e sono suscettibili ad un ampio numero di effetti tossici.

## Pneumociti di tipo II
Gli pneumociti di tipo II, sono cellule tondeggianti, più piccoli degli pneumociti di tipo 1 ma sono molto più numerosi. Possono trovarsi in gruppi oppure isolati.Per la loro particolare morfologia (cellule cilindriche) occupano solo il 5% della superficie alveolare. Possiedono un nucleo in posizione centrale,un reticolo endoplasmatico ben sviluppato e un citoplasma che contiene numerosi mitocondri e lisosomi. La maggior parte di essi contengono vacuoli difficilmente colorabili chiamati corpi lamellari.
Sebbene poco voluminosi, rappresentano cellule di notevole importanza nella funzionalità del polmone, poiché sono responsabili:
- della secrezione del surfattante, composto fosfolipoproteico che abbassa la tensione superficiale e favorisce gli scambi gassosi,
- della rigenerazione degli pneumociti di tipo I.